# Estação Islington (TTC)

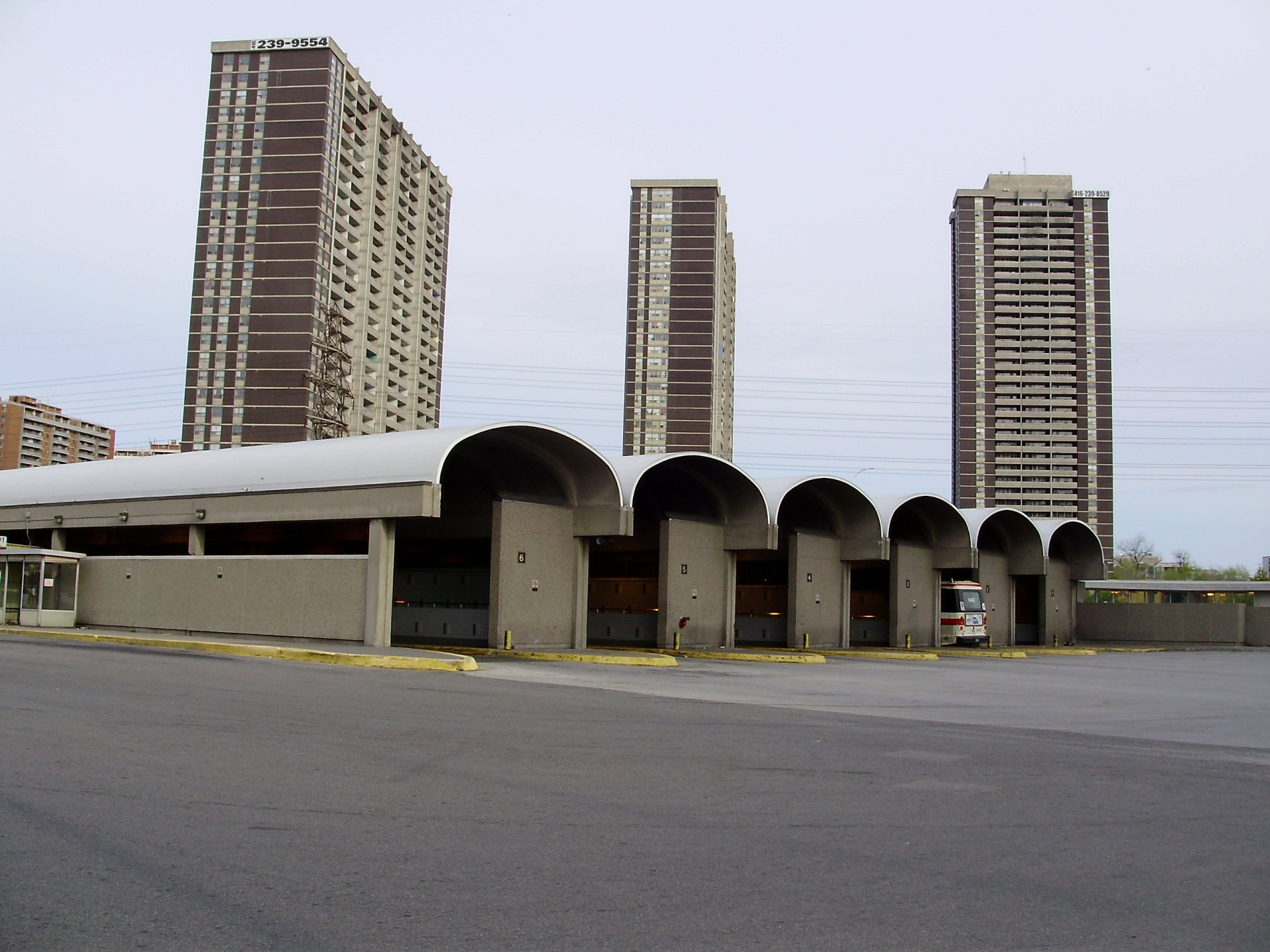
Terminal de ônibus integrado da estação Islington, que serve linhas do TTC e de Mississauga.

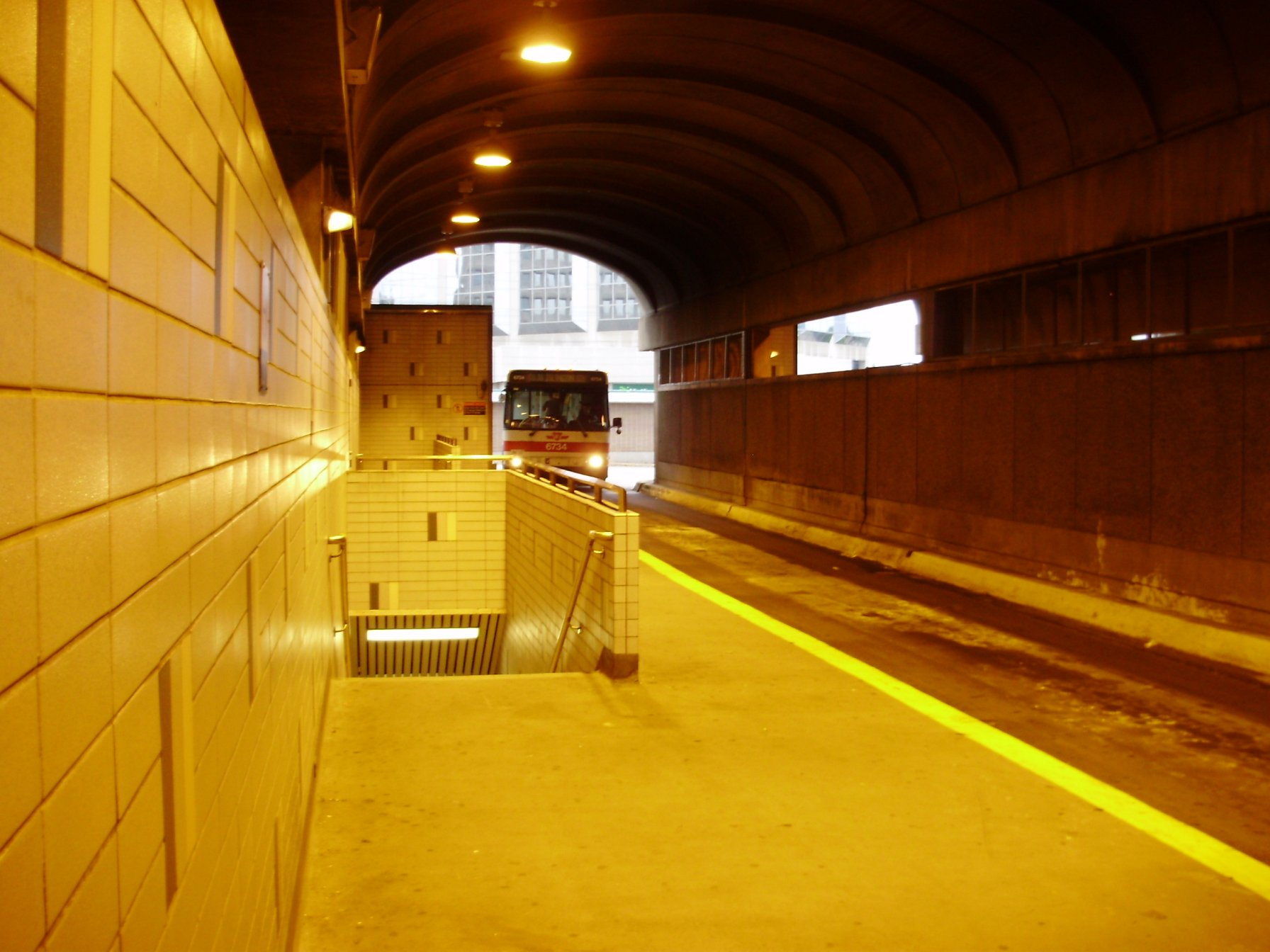
Interior de um pátio de estacionamento da estação Islington.

Islington é uma estação do metrô de Toronto, localizada na linha Bloor-Danforth. Localiza-se no cruzamento da Bloor Street com a Islington Avenue.
A estação possui um terminal de ônibus integrado, com seis pátios de estacionamento, cada uma capaz de abrigar vários ônibus, que atende a três linhas de superfície do Toronto Transit Commission, bem como linhas da Mississauga Transit, embora estas linhas não sejam integradas com o TTC. Cada linha de ônibus do TTC possui seu próprio pátio de estacionamento, enquanto que as linhas do Mississauga Transit dividem os três pátios restantes.
Islington é um dos principais terminais de ônibus do Mississauga Transit, a única fora de Mississauga, operando 17 linhas de ônibus na estação. O nome da estação provém da Islington Avenue, a principal rua norte-sul servida pela estação.